# World of Warcraft: Dragonflight
World of Warcraft: Dragonflight är det nionde expansionspaketet för spelet World of Warcraft (MMORPG), efterföljare av Shadowlands. Expansionen tillkännagavs i april 2022, och släpptes 28 november 2022.
Dragon Isles är den nya kontinenten på Dragonflight, och det finns 5 separata zoner. De fyra huvudzonerna är Waking Shores, Ohn'ahran Plains, Azure Span, och Thaldraszus, med den neutrala staden Valdrakken i Thaldraszus som fungerar som ett nav (på samma sätt som Oribos i Shadowlands). Den femte zonen, Forbidden Reach, fungerar också som startområde för den nya Dracthyr-rasen.